# NGC 2588
NGC 2588 is een open sterrenhoop in het sterrenbeeld Achtersteven. Het hemelobject werd op 16 februari 1836 ontdekt door de Britse astronoom John Herschel.
NGC 2588 bevindt zich, vanaf de aarde gezien, iets minder dan een halve graad ten oostnoordoosten van de ster W Puppis (magnitude +5).

## Synoniemen
- OCL 715
- ESO 370-SC10